# Dolmen de Sant Roc
El Dolmen de Sant Roc, o Cabaneta del Moro, és un dolmen del terme municipal de Senterada, del Pallars Jussà, prop del poble de Cérvoles.
Està situat a 1.228 msnm en el sector sud del terme, en el Bosc de Cérvoles, a llevant de Colliberri, al sud de Cadolla i al sud-oest de Naens.